# Цар Борис ІІІ (мост)
„Цар Борис ІІІ“ е каменен мост над река Янтра във Велико Търново, построен в края на 1935 г., именуван в чест на българския цар Борис III. 
Строителството му е започнато на 22 юни 1930 г. Оттогава е ремонтиран 2 пъти. От самото си създаване пътят е пряка връзка между Велико Търново и съседните Арбанаси и Горна Оряховица.